# Hermetyczność
Hermetyczność – cecha dowolnego układu lub urządzenia, oznaczająca jego kompletną zamkniętość dla zewnętrznych czynników.
W technice obudowa hermetyczna oznacza obudowę zdolną do całkowitego powstrzymania cieczy (nawet podczas zanurzenia), jak i gazów (np. powietrza).
Obudowy hermetyczne mają szczególne znaczenie w przypadku przechowywania substancji toksycznych lub trujących, jak również lotnych materiałów łatwopalnych (np. gazy).
Obudowy hermetyczne są również stosowane do przechowywania produktów żywnościowych – odcięcie dostępu powietrza (w tym szczególnie tlenu) powoduje znaczne spowolnienie rozkładu przechowywanych produktów. Najszerzej stosowanymi przykładami takich rozwiązań są słoik i konserwa.